# Tamaki Fumiya
Fumiya Tamaki (sinh ngày 23 tháng 7 năm 1993) là một cầu thủ bóng đá người Nhật Bản.

## Sự nghiệp câu lạc bộ
Fumiya Tamaki đã từng chơi cho Kamatamare Sanuki.